# 孕马尿
孕马尿是怀孕母马在妊娠期排泄的尿液。

孕马尿不是直接内服或外用，而是制成深加工品。主要产品是雌激素片剂、乳膏。

## 成分
目前文献发现孕马尿中含有200余种成分，主要有雌激素、孕激素、雄激素、黄酮类等成分。

## 主治
孕马尿主要用于治疗妇女更年期综合症，预防老年骨质疏松和心脏病，降低循环血脂水平，皮肤抗皱等。

## 经济效益
一匹怀孕母马一天排泄5公斤尿液。而尿液的采集不需要任何专业器材，采集方法也只是简单的将马排出的尿液直接收集到容器中。普通水桶即可收集。专门用于采集马尿的成本很低。

2011至2012年，孕马尿售价为4.9元每千克。价格高于同质量的牛奶。为当地牧民带来了良好的经济收益。